# ويلفريد هولمز
ويلفريد هولمز (بالإنجليزية: Wilfred Holmes)‏ هو عسكري أمريكي، ولد في 4 أبريل 1900، وتوفي في 7 يناير 1986 في هونولولو في الولايات المتحدة.